# Zelbio
Zelbio – miejscowość i gmina we Włoszech, w regionie Lombardia, w prowincji Como.
Według danych na rok 2004 gminę zamieszkiwało 195 osób, 48,8 os./km².